# Chiles damlandslag i volleyboll
Chiles damlandslag i volleyboll representerar Chile i volleyboll på damsidan. Laget har deltagit i VM en gång (1982). Det har inte vunnit något internationellt mästerskap. Som bäst har det kommit fyra i sydamerikanska mästerskapet (vilket det gjort flera gånger) och tvåa vid sydamerikanska spelen (vilket det gjorde 2014).

### Fotnoter
1. 1 2 3 4 5 6 7 8 9 10 11 12 13 14 15 16 17 18 19 20 21 22 23 24  ”Ranking de todas las Competencias de Voleibol de Playa de la CSV” (på spanska). Confederación Sudamericana de Voleibol. http://www.voleysur.org/v2/resultados/rankingpiso.asp?c=MayoresFemenino. Läst 23 februari 2023.
2. ↑  ”2011 Calendar X Pan American Women's Cup” (på engelska). North, Central America and Caribbean Volleyball Confederation. https://www.norceca.net/2011%20Events/X%20Pan%20American%20Women%E2%80%99s%20Volleyball%20Cup/2011%20Calendar%20X%20Pan%20American%20Women%C2%B4s%20Cup.htm. Läst 15 mars 2023.
3. ↑  ”Equipos - Femenino - Vóleibol  -  XII Juegos Suramericanos Asunción 2022” (på spanska). ODESUR. https://www.asu2022.org.py/torneo/esquema/1/torneo/1197. Läst 10 maj 2023.
4. ↑  ”XX Women Pan American Cup” (på engelska). North, Central America and Caribbean Volleyball Confederation. https://norceca.net/2023%20Events/XX%20Norceca%20Senior%20Women%20Pan%20American%20Cup/XX%20Women%20Pan%20American%20Cup.htm. Läst 24 februari 2024.
5. ↑  https://norceca.net/2024%20Events/Pan-Americans%20Cups/Women%20PanAmerican%20Cup%202024/XXI%20Women%20Pan%20American%20Cup%202024.htm
6. ↑  Senaste tillfället då någon kontrollerade att de inmatade tabelluppgifterna stämmer. Uppgifter kan ha matats in senare utan att kontrolleras av någon annan